# Silvia Reyes
Silvia Elizabeth Reyes Juárez (* 7. Februar 1981) ist eine peruanische Fußballschiedsrichterin.
Bei der Südamerikameisterschaft 2010 in Ecuador leitete Reyes zwei Spiele. Bei der Copa América 2014 in Ecuador leitete sie drei Spiele.
Bei der U-17-Weltmeisterschaft 2008 in Neuseeland pfiff sie vier Spiele und war Schiedsrichterin im Finale zwischen Nordkorea und den USA (2:1 n. V.). Bei der U-20-Weltmeisterschaft 2010 in Deutschland leitete sie vier Spiele, darunter ein Viertelfinale und das Halbfinale zwischen Deutschland und Südkorea (5:1). Zudem war sie bei je zwei Partien bei der U-17-Weltmeisterschaft 2014 in Costa Rica und der U-20-Weltmeisterschaft 2016 in Papua-Neuguinea im Einsatz.
2017 beendete sie ihre Karriere.
Reyes ist Mutter von zwei Kindern.